# Jarmila Johnová
Jarmila Johnová (* 20. ledna 1949 Praha) je bývalá disidentka a zakladatelka organizace Pražské matky.

## Vzdělání
Jarmila Johnová se narodila do rodiny úředníků a oba byli od roku 1945 do roku 1968 členy Komunistické strany Československa. Po vystudování Vysoké školy ekonomické v roce 1974 nastoupila do Státního ústavu památkové péče a ochrany přírody Středočeského kraje.

## Disent
Během vysokoškolských studií opisovala protirežimní dokumenty. Podepsala Chartu 77. Fotografovala demonstrace na podporu lidských práv, šířila texty Charty 77 a samizdatové Lidové noviny. S Janem Rumlem rovněž distribuovala kopírky pro rozmnožování neoficiálních tiskovin a dokumentů Charty 77.
Od počátku 80. let se věnuje ochraně životního prostředí. Od konce 80. let se zapojila do iniciativy Pražské matky.
Věnuje se ochraně životního prostředí a pracovala na projektech s tématem šetrné mobility (Město pro pěší, Management mobility na školách, Chodci sobě). Působila v Nadaci Partnerství, ve sdružení Oživení a jako redaktorka časopisu Přes práh. Vytvořila metodiku programu Bezpečné cesty do školy.

## Osobní život
Byla partnerkou Jiřího Dienstbiera, se kterým má dceru Kristinu Dienstbierovou. Má tři děti a žije v Praze.